# Maria Llerena
Maria Llerena, född 1942 på Kuba, är en svensk sångerska och dansös. Hon har lett barnprogram på SVT men blev först känd som "Flickan från Havanna" efter att ha uppträtt med Sven-Bertil Taube i Hylands hörna 1967.

## Diskografi

### Album
| Titel                 | Årtal |
| --------------------- | ----- |
| Nå, nå, nå, ke va     | 1975  |
| Chiquitico mio        | 1988  |
| Afro baby/barn-rytmik | 1995  |

### Fotnoter
1. ↑  Kevin Kane (17 februari 2009). ”Maria Llerena blir värdinna för Maisha-galan”. Mynewsdesk. Arkiverad från originalet den 18 augusti 2016. https://web.archive.org/web/20160818124301/http://www.mynewsdesk.com/se/pressreleases/maria-llerena-blir-vaerdinna-foer-maisha-galan-196324. Läst 3 augusti 2016.